# 881
| Calendário gregoriano                                                        | 881 DCCCLXXXI                                         |
| Ab urbe condita                                                              | 1634                                                  |
| Calendário arménio                                                           | 330 – 331                                             |
| Calendário bahá'í                                                            | -963 – -962                                           |
| Calendário budista                                                           | 1425                                                  |
| Calendário chinês                                                            | 3577 – 3578 Início a 4 de fevereiro (aproximadamente) |
| Calendário copta                                                             | 597 – 598                                             |
| Calendário etíope                                                            | 873 – 874                                             |
| Calendários hindus - Vikram Samvat - Calendário nacional indiano - Cáli Iuga | 936 – 937 802 – 803 3981 – 3982                       |
| Calendário Holoceno                                                          | 10881                                                 |
| Calendário islâmico                                                          | 267 – 268                                             |
| Calendário judaico                                                           | 4641 – 4642                                           |
| Calendário persa                                                             | 259 – 260                                             |
| Calendário rúnico                                                            | 1131                                                  |
| Calendário solar tailandês                                                   | 1424                                                  |

881 (DCCCLXXXI, na numeração romana) foi um ano comum do século IX do Calendário Juliano, da Era de Cristo, teve início a um domingo e terminou também a um domingo e a sua letra dominical foi A (52 semanas).
No território que viria a ser o reino de Portugal estava em vigor a Era de César que já contava 919 anos.
| Ano completo                    |
| ------------------------------- |
| Ano comum com início ao domingo |

## Mortes
- Seiwa, 56º imperador do Japão.